# Anton Chudobin
Anton Valerjevitj Khudobin (ryska: Антон Валерьевич Худобин), född 7 maj 1986, är en rysk-kazakisk professionell ishockeymålvakt som spelar för Dallas Stars i NHL. 
Han har tidigare spelat för Boston Bruins, Anaheim Ducks, Carolina Hurricanes och Minnesota Wild i NHL och på lägre nivåer för Providence Bruins, San Diego Gulls, Charlotte Checkers och Houston Aeros i AHL och Atlant Mytisjtji i KHL, Metallurg Magnitogorsk i Ryska superligan, Texas Wildcatters och Florida Everblades i ECHL och Saskatoon Blades i WHL.
Han draftades i sjunde rundan i 2004 års draft av Minnesota Wild som 206:e spelare totalt.
Den 1 juli 2018 skrev han på ett tvåårskontrakt med Dallas Stars värt 5 miljoner dollar.